# Kenny Boynton
Kenneth Franklin Boynton jr., detto Kenny (Pompano Beach, 12 maggio 1991), è un cestista statunitense.

## Palmarès
- McDonald's All-American Game (2009)
- NCAA AP All-America First Team (2009)